# Ṙoman Berezovski
Ṙoman Berezovski (in armeno: Ռոման Բերեզովսկի; in russo Роман Анатольевич Березовский?, Roman Anatol'evič Berezovskij; Erevan, 5 agosto 1974) è un ex calciatore e allenatore di calcio armeno con passaporto russo, di ruolo portiere.

## Carriera

### Calciatore

#### Club
Armeno di nascita, ha giocato per lo Zenit, il Torpedo Mosca e la Dinamo Mosca. Verso la fine degli anni Novanta è stato votato miglior portiere del campionato russo.

#### Nazionale
Conta 94 presenze nella Nazionale armena.